# Élections législatives de 2012 dans la Haute-Marne
Les élections législatives françaises de 2012 se déroulent les 10 et 17 juin 2012. Dans le département de la Haute-Marne, non concerné par le redécoupage électoral, deux députés sont à élire dans le cadre de deux circonscriptions.

## Élus
|   | Circonscription | Député sortant           |  | Parti | Député élu ou réélu      |  | Parti |
| - | --------------- | ------------------------ |  | ----- | ------------------------ |  | ----- |
| = | 1re             | Sophie Delong            |  | UMP   | Luc Chatel               |  | UMP   |
| = | 2e              | François Cornut-Gentille |  | UMP   | François Cornut-Gentille |  | UMP   |

## Résultats

### Résultats à l'échelle du département
| Parti          | Parti                             | Premier tour | Premier tour | Second tour | Second tour | Sièges |
| Parti          | Parti                             | Voix         | %            | Voix        | %           | Sièges |
| -------------- | --------------------------------- | ------------ | ------------ | ----------- | ----------- | ------ |
|                | Union pour un mouvement populaire | 37 344       | 45,72        | 45 268      | 57,63       | 2      |
|                | Divers droite dont DLR, PCD       | 955          | 1,17         |             |             | 0      |
|                | Droite parlementaire              | 38 299       | 46,89        | 45 268      | 57,63       | 2      |
|                |                                   |              |              |             |             |        |
|                | Europe Écologie Les Verts         | 14 417       | 17,65        | 19 879      | 25,32       | 0      |
|                | Parti socialiste                  | 10 477       | 12,83        | 13 390      | 17,04       | 0      |
|                | Majorité présidentielle           | 24 894       | 30,48        | 33 269      | 42,36       | 0      |
|                |                                   |              |              |             |             |        |
|                | Front national                    | 12 379       | 15,15        |             |             | 0      |
|                | Front de gauche                   | 3 607        | 4,42         | 0           |             |        |
|                | Divers écologiste dont MÉI et AÉI | 971          | 1,19         | 0           |             |        |
|                | Mouvement démocrate               | 807          | 0,99         | 0           |             |        |
|                | Extrême gauche dont LO et NPA     | 727          | 0,89         | 0           |             |        |
|                |                                   |              |              |             |             |        |
| Inscrits       | Inscrits                          | 138 839      | 100,00       | 138 846     | 100,00      | 2      |
| Abstentions    | Abstentions                       | 56 020       | 40,35        | 57 809      | 41,64       |        |
| Votants        | Votants                           | 82 819       | 59,65        | 81 037      | 58,36       |        |
| Blancs et nuls | Blancs et nuls                    | 1 135        | 1,37         | 2 500       | 3,09        |        |
| Exprimés       | Exprimés                          | 81 684       | 98,63        | 78 537      | 96,91       |        |

### Résultats par circonscription

#### Première circonscription (Chaumont)
| Candidat       | Candidat                 | Parti              | Premier tour | Premier tour | Second tour | Second tour |  |
| Candidat       | Candidat                 | Parti              | Voix         | %            | Voix        | %           |  |
| -------------- | ------------------------ | ------------------ | ------------ | ------------ | ----------- | ----------- |  |
|                | Luc Chatel sortant réélu | UMP                | 20 620       | 45,76        | 24 346      | 55,05       |  |
|                | Patricia Andriot         | EÉLV (PS)          | 14 417       | 31,99        | 19 879      | 44,95       |  |
|                | Thomas Suillot           | RBM (FN)           | 5 422        | 12,03        |             |             |  |
|                | Céline Surel             | FG (Divers gauche) | 2 203        | 4,89         |             |             |  |
|                | Jean Lipp                | CpF (MoDem)        | 807          | 1,79         |             |             |  |
|                | Christian Després        | DLR                | 728          | 1,62         |             |             |  |
|                | Étienne Rémillet         | AÉI                | 564          | 1,25         |             |             |  |
|                | Charlotte Cormerais      | LO                 | 302          | 0,67         |             |             |  |
|                |                          |                    |              |              |             |             |  |
| Inscrits       | Inscrits                 | Inscrits           | 74 514       | 100,00       | 74 519      | 100,00      |  |
| Abstentions    | Abstentions              | Abstentions        | 28 786       | 38,63        | 28 927      | 38,82       |  |
| Votants        | Votants                  | Votants            | 45 728       | 61,37        | 45 592      | 61,18       |  |
| Blancs et nuls | Blancs et nuls           | Blancs et nuls     | 665          | 1,45         | 1 367       | 3           |  |
| Exprimés       | Exprimés                 | Exprimés           | 45 063       | 98,55        | 44 225      | 97          |  |

#### Deuxième circonscription (Saint-Dizier)
| Candidat       | Candidat                               | Parti           | Premier tour | Premier tour | Second tour | Second tour |  |
| Candidat       | Candidat                               | Parti           | Voix         | %            | Voix        | %           |  |
| -------------- | -------------------------------------- | --------------- | ------------ | ------------ | ----------- | ----------- |  |
|                | François Cornut-Gentille sortant réélu | UMP             | 16 724       | 45,67        | 20 922      | 60,98       |  |
|                | Denis Maillot                          | PS (EÉLV)       | 10 477       | 28,61        | 13 390      | 39,02       |  |
|                | Paul-Marie Coûteaux                    | RBM (SIEL) (FN) | 6 957        | 19,00        |             |             |  |
|                | Daniel Monnier                         | FG (PG)         | 1 404        | 3,83         |             |             |  |
|                | Laure Grosheitsch                      | MÉI             | 407          | 1,11         |             |             |  |
|                | Sylvain Demay                          | LO              | 239          | 0,65         |             |             |  |
|                | Naïla Hennard                          | DLR             | 227          | 0,62         |             |             |  |
|                | Léa Monforte                           | NPA             | 186          | 0,51         |             |             |  |
|                |                                        |                 |              |              |             |             |  |
| Inscrits       | Inscrits                               | Inscrits        | 64 325       | 100,00       | 64 327      | 100,00      |  |
| Abstentions    | Abstentions                            | Abstentions     | 27 234       | 42,34        | 28 882      | 44,9        |  |
| Votants        | Votants                                | Votants         | 37 091       | 57,66        | 35 445      | 55,1        |  |
| Blancs et nuls | Blancs et nuls                         | Blancs et nuls  | 470          | 1,27         | 1 133       | 3,2         |  |
| Exprimés       | Exprimés                               | Exprimés        | 36 621       | 98,73        | 34 312      | 96,8        |  |